# Operacja Billroth I

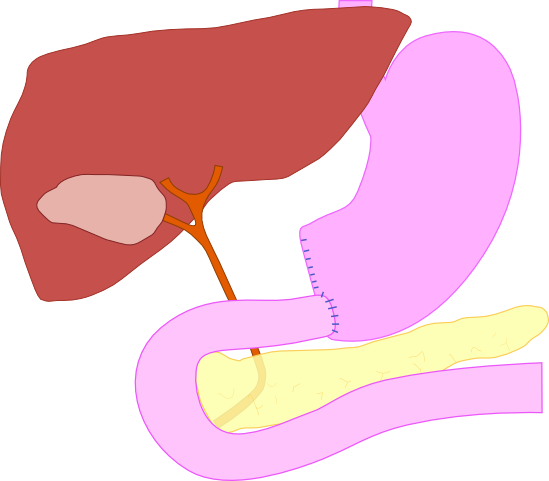
Schemat zespolenia sposobem Billroth I

Billroth I – zabieg chirurgiczny polegający na zespoleniu pozostałej po antrektomii części żołądka bezpośrednio ze światłem dwunastnicy. W przeciwieństwie do operacji Billroth II zachowana pozostaje fizjologiczna droga pasażu jelitowego.
Operację tę jako pierwszy wykonał Jules-Émile Péan w roku 1879, rok później wykonał ją i opisał ją polski chirurg Ludwik Rydygier, jednakże w obu przypadkach operowani pacjenci zmarli. Pierwszego udanego zabiegu dokonał Theodor Billroth w 1881 na 43-letniej kobiecie chorej na raka odźwiernika. 
W Polsce zespolenie to jest często nazywane zespoleniem Rydygiera.